# Helena Arenbergerová
Helena Arenbergerová (* 29. září 1980, Praha) je česká tanečnice současného tance a fyzického divadla a taneční pedagožka. 

## Život
Základní taneční vzdělání získala, když jako dítě chodívala do ZUŠ k Nině Křížové a následně do amatérského tanečního souboru Domino a k Janu Kodetovi. Po vystudování Gymnázia Voděradské absolvovala dva semestry taneční pedagogiky HAMU, ale přešla k jinému oboru a roku 2007 dokončila magisterské studium historie na Filozofické fakultě Univerzity Karlovy na Ústavu hospodářských a sociálních dějin.
Následně se vzdělávala v oblasti současného tance a fyzického divadla. Rozvíjela se na domácích a zahraničních workshopech a během práce na tanečně-divadelních projektech. Pracuje převážně na volné noze. Spolupracovala s tanečníky a tanečními soubory české i zahraniční scény, jako byli například DOT504, Michal Záhora/Pulsar, 420PEOPLE, CieLaroque, Jozef Fruček a Linda Kapetanea, Jarek Cemerek, Yuri Korec, Thomas Steyaert nebo Cie Willi Dorner. S divadelními režiséry Petrou Tejnorovou a Jiřím Havelkou nacvičili pro VerTeDance a s Danielem Špinarem pro Národní divadlo. Společně s Lenkou Vágnerovou tančily v představení Abide with me od choreografa Akram Khana na zahájení Letních olympijských her 2012 v Londýně.
Působí také jako taneční pedagog. Vyučuje na Katedře tance na HAMU a na Katedře alternativního a loutkového divadla na DAMU anebo na konzervatoři Duncan Centre. Vedla pohybové a taneční lekce v Čechách a zahraničí a vyučovala i na Janáčkově konzervatoři v Ostravě. Roku 2009 absolvovala rekvalifikační masérský kurz a v dalších letech se seznámila s dalšími technikami a druhy masáží. V roce 2013 absolvovala intenzivní kurz Professional Thai Massage for Health v Bangkoku v Thajsku.
Je držitelkou mnoha ocenění. Nejprve byla na České taneční platformě 2000 oceněna za svůj výkon v představení Jana Kodeta Gates. Za sólové představení Comida para dos/Duo para ella v choreografii Helene Weinzierl/CieLaroque získala The Best Solo performance na Masdanza Festival 2004 na Gran Canarii. V roce 2008 dostala Cenu Sazky za interpretaci v představení Holdin´ Fast, za kterou byla nominována na cenu Thálie 2007. Jako Tanečník roku 2017 byla oceněná za mimořádný výkon v inscenaci Flow souboru VerTeDance. Za výkon v sólovém představení Generace X/Pulsar byla v širší nominaci na cenu Thálie v roce 2020 v kategorii Balet, tanec a pohybové divadlo. Tu obdržela roku 2023 za duet Where ve 420PEOPLE.